# 北京東駅
北京東駅（ペキンひがしえき）は中華人民共和国北京市朝陽区にある、中国鉄路総公司（CR）の駅。北京鉄路局所属の一等駅に設定されている。

## 利用可能な鉄道路線
京哈線（京承線）と双沙線の3路線が乗り入れている。

## 歴史
1938年に開業。元々貨物メインの駅で旅客扱いは少なかった。2012年7月1日に正式に旅客扱いを停止したが、切符売り場は残された。
しかし、2015年1月25日に同年2月1日から北京東-燕郊間の臨時旅客列車が運行されることが発表され、旅客扱いを再開した。同日，承徳や邯鄲から折り返すY511/2/3/4列車の北京東駅に停車するようになった。2015年7月10日には北京東-薊県間の快速列車（K7783、K7787）が運行を開始した。その内K7783/7784次列車はノンストップで、K7787/7788次列車は途中燕郊駅に停車する。
時期は不明だが、通州区新城区果园環島東北側に京唐都市間鉄道の始発駅になる新北京東駅を建設する計画がある。

## 駅構造
島式ホーム1面2線と単式ホーム1面1線の合計2面3線を有する地上駅。その他、島式ホームと単式ホームの間に1線、ホーム南側に8線の側線がある。駅舎は単式ホームと面している。

## 交通アクセス
- 北京地下鉄1号線・大望路駅
- 北京地下鉄7号線、14号線・九龍山駅

現在開業している上記の駅は、いずれも当駅からやや離れているが、2029年頃を目処に開業を予定している北京地下鉄28号線の駅が当駅付近に建設中であり、開業するとある程度の利便性が向上する見込みである。

## 駅周辺

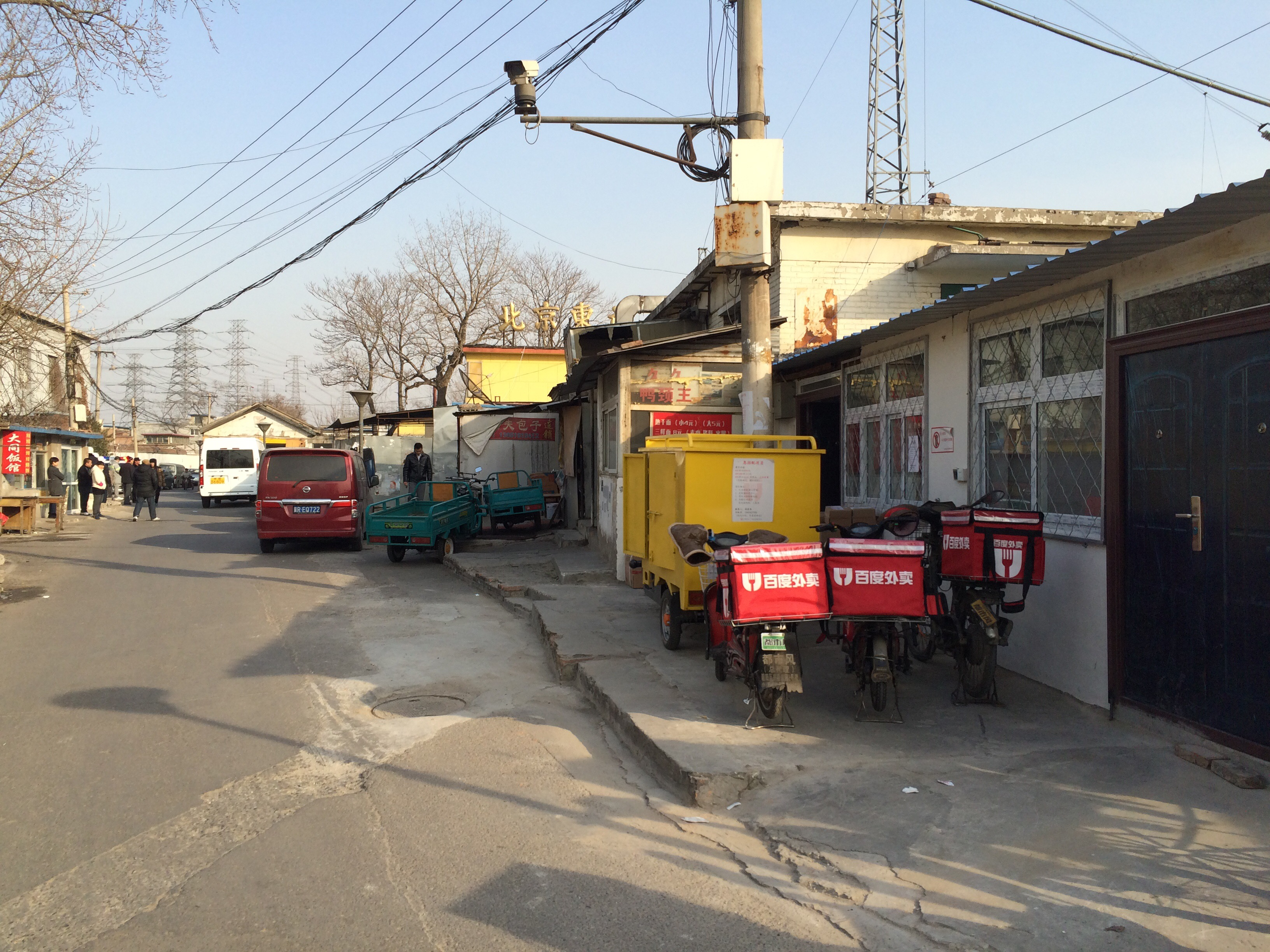
駅周辺の様子（2015年1月28日）

当駅は北京商務中心区南部に位置している。
- 隆福星超市
- 東郊批発市場商務管理中心
- 八王墳長途客運站
- 西大望路
- 大望路中学

## 隣の駅
中国鉄路総公司
京哈線・京秦線
北京駅 - 北京東駅 - 双橋駅
双沙線
北京東駅 - 北京朝陽駅